# Heinrich Weber (wiskundige)

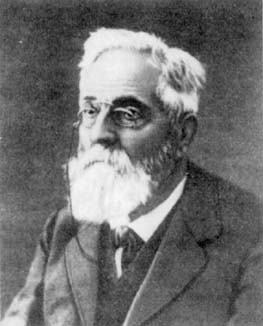

Heinrich Martin Weber (Heidelberg, 5 maart 1842 - Straatsburg, 17 mei 1913) was een Duitse wiskundige die gespecialiseerd was in de algebra en de getaltheorie. Hij is het best bekend voor zijn Lehrbuch der Algebra (Leerboek van de algebra), dat in 1895 werd gepubliceerd.
Weber werd geboren in Heidelberg, in welke stad hij zich in 1860 inschreef bij de Universiteit van Heidelberg. In 1866 werd hij privaatdocent. Drie jaar later, in 1869, werd hij benoemd tot bijzonder hoogleraar aan deze universiteit. Weber gaf ook les aan de Eidgenössische Technische Hochschule in Zürich, aan de Universiteit van Königsberg en aan de Technische hogeschool in Charlottenburg. Zijn laatste functie was in Straatsburg, de stad waar hij ook overleed.
Webers belangrijkste werk was in de algebra, de getaltheorie en de wiskundige analyse.